# Lithops werneri
Lithops werneri är en isörtsväxtart som beskrevs av Martin Heinrich Gustav Schwantes och Hermann Johannes Heinrich Jacobsen. Lithops werneri ingår i släktet Lithops och familjen isörtsväxter. Inga underarter finns listade i Catalogue of Life.